# Poppy Liu
Poppy Liu est une actrice sino-américaine née le 11 janvier 1991 à Xi'an.

## Filmographie

### Cinéma
- 2018 : Summon : le mannequin
- 2019 : Separation Celebration : Aldus
- 2019 : Safe Among Stars : Jia
- 2020 : Flourish : Lazer
- 2020 : To Do : Steph
- 2020 : Certified Black Genius : Maisa
- 2024 : La Légende du tigre : Snake
- 2024 : Space Cadet (en) : Nadine Cai
- 2025 : Dog Man : Butler
- 2025 : I Love Boosters

### Télévision
- 2018 : New Amsterdam : Amy Chiang (1 épisode)
- 2018-2019 : Mercy Mistress : Mistress Yin (9 épisodes)
- 2019 : New York, unité spéciale : Hannah Berkowitz (1 épisode)
- 2019 : Sunnyside : Mei Lin (11 épisodes)
- 2020-2022 : Better Call Saul : Jo (4 épisodes)
- 2021-2022 : iCarly : Double Dutch (4 épisodes)
- 2021-2025 : Hacks : Kiki (10 épisodes)
- 2022 : Dollface : Lotus Dragon Bebe (1 épisode)
- 2022 : Tales of the Walking Dead : Amy Zhang (1 épisode)
- 2023 : History of the World Part II : Ehri (1 épisode)
- 2023 : Faux-semblants : Greta (6 épisodes)
- 2023 : The Afterparty : Grace (10 épiosdes)
- 2024 : No Good Deed : Sarah Weber (8 épisodes)